# Орден Милосердия (Османская империя)
Орден Милосердия (осман. نشانِ شفقت‎), в профильной литературе также орден Шефкат (тур. Şefkat Nişanı); — османский орден, учреждённый в 1878 году султаном Абдул-Хамидом II.

## История
Орден был создан после окончания русско-турецкой войны и предназначался для награждения женщин-иностранок, которые помогали беженцам, стекавшимся в Стамбул с Балкан. Впервые он был вручен леди Лейард, жене посла Великобритании сэра Остина Генри Лейарда. В последующие годы орден стал женской династической наградой, вручался также иностранным королевам и принцессам и — в знак уважения Султана — жёнам дипломатов.
Среди награждённых, кроме коронованных особ, были подданные других государств, в том числе английская художница Маргарет Мюррей Куксли, нарисовавшая портрет сына султана, Хэриот Гамильтон-Темпл-Блэквуд (1883 г.), жена британского посла графа Дафферина,
и американский общественный реформатор Эллен Мартин Хенротин (1893).
Орден Милосердия — одна из двух османских наград, которые не изымались в случае смерти награждённого, а оставлялись наследникам как память. Вторая — Орден Дома Османов.

## Описание награды
- Знак ордена: перевёрнутая пятиконечная звезда из золотой и красной эмали с позолоченными шариками на концах лучей, в центре золотой медальон с тугрой султана, в правление которого производилось награждение и цифрой «۱۲۹٥» («1295» — 1878, год учреждения) внизу; вокруг медальона расположена зелёная эмалевая полоса с надписями на османском «insaniyet», «muavenet» и «hamiyet» (человечность, помощь, милосердие). Между лучами звезды находится «сияние» из бриллиантов и других драгоценных камней[2], а по кругу расположены ветки с зелеными эмалевыми листьями и цветами из красных драгоценных камней.

Существовали 3 степени ордена, одинаково оформленных, но различающихся размерами и используемыми материалами. Для ордена I-й степени дополнительно имелась носимая на банте из орденской ленты звезда без «сияния».
- Лента: белого цвета с зелёно-красно-зелёной полосами по краям.

## Некоторые награждённые

### Члены правящих фамилий
- Королева-консорт Великобритании Александра
- Императрица Александра Фёдоровна (жена Николая II)
- Виктория Луиза Прусская, дочь кайзера Вильгельма II
- Королева Нидерландов Вильгельмина
- Елизавета, герцогиня Мекленбург-Шверинская.
- Мария Тереза Австрийская, супруга эрцгерцога Карла Стефана.
- Королева-регент Испании Мария Кристина
- королева-консорт Черногории Милена Черногорская
- Императрица Австро-Венгрии Цита

### Другие
- леди Хариет Гамильтон-Темпл-Блэквуд, супруга посла Великобритании в Османской империи Фредерика Гамильтон-Темпл-Блэквуда, 1-го маркиза Дафферин и Ава.
- Ольга Сергеевна Лебедева (также известная, как Гюльнар-ханым) — русская переводчица и учёная-востоковед (орденом второй степени)[7][8][9].
- Леди Мэри Энид Эвелин Лейард, супруга посла Великобритании в Османской империи сэра Остина Генри Лейарда.
- Мюррей-Куксли, Маргарет  — британская художница, награждена за создание портрета сына султана.
- Нигяр-ханым — османская поэтесса и писательница.
- Фатьма Алие-ханым — османская писательница.
- Халиде Эдиб Адывар — османская переводчица и писательница.
- Моргентау-Фокс, Хелен — американский теоретик в сфере садоводства и ландшафтного дизайна. Награждена, как дочь посла США в Османской империи, Генри Моргентау.
- Энротин, Эллен Мартин — американская благотворительница, супруга Чарльза Энротина, основателя и президента Чикагской фондовой биржи.

Кроме того, по состоянию на 1911 год, 23 из 33 турецких принцесс были кавалерственными дамами ордена 1-й степени.

## Галерея

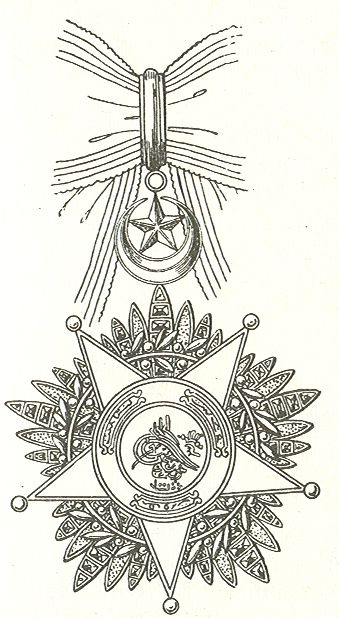
Знак ордена II-й степени
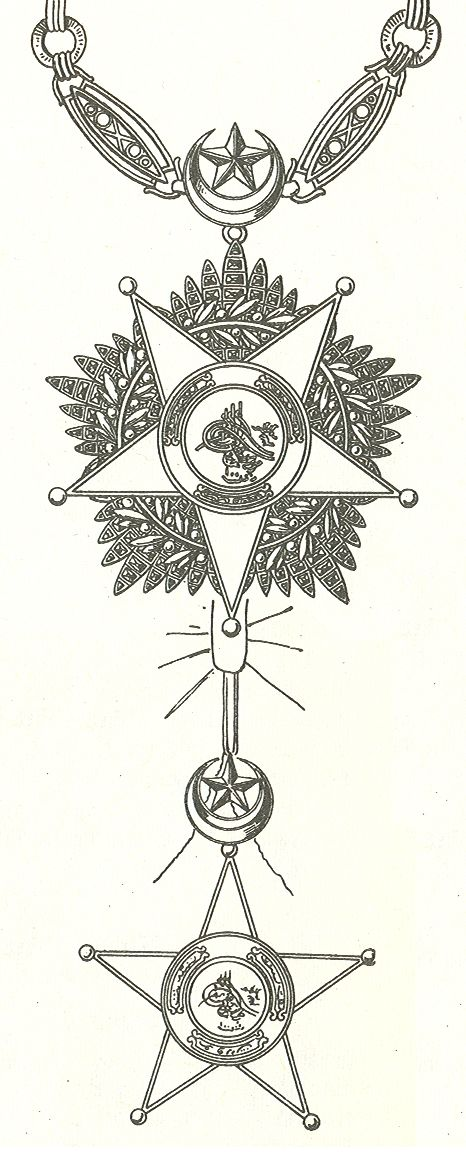
Знак ордена I-й степени
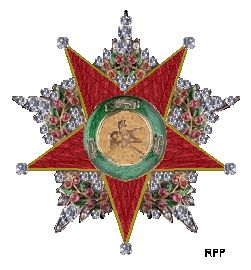
Звезда ордена